# Euxestonotus clavicornis
Euxestonotus clavicornis är en stekelart som beskrevs av Peter Neerup Buhl 1995. Euxestonotus clavicornis ingår i släktet Euxestonotus och familjen gallmyggesteklar. Arten har ej påträffats i Sverige. Inga underarter finns listade i Catalogue of Life.